# Bosnien och Hercegovina i olympiska vinterspelen 2014
Bosnien och Hercegovina deltog med fem deltagare vid de olympiska vinterspelen 2014 i Sotji. Ingen av landets deltagare erövrade någon medalj.

## Alpin skidåkning
- Igor Laikert
- Žana Novaković
- Marko Rudić

## Skidskytte
- Tanja Karišik

## Längdskidåkning
- Tanja Karišik
- Mladen Plakalović